# Michaił Batura
Michaił Pawłowicz Batura (ros. Михаи́л Па́влович Бату́ра, biał. Міхаіл Паўлавіч Батура, ur. 16 maja 1950 w Klukowiczach, Rejon nowogródzki, Obwód grodzieński) – białoruski akademik, doktor nauk technicznych (2004), profesor. Rektor Białoruskiego Uniwersytetu Państwowego Informatyki i Elektroniki w Mińsku.

## Działalność publiczna
- Przewodniczący organizacji Republikańskie Zjednoczenie Społeczne Biała Ruś.
- Członek Rady Nadzorczej "Białoruskiego Parku Wysokich Technologii"[1].